# Torbia indivisa
Torbia indivisa är en insektsart som först beskrevs av Johann Gottlieb Otto Tepper 1892.  Torbia indivisa ingår i släktet Torbia och familjen vårtbitare. Inga underarter finns listade i Catalogue of Life.